# Municipio de Kerton
El municipio de Kerton (en inglés: Kerton Township) es un municipio ubicado en el condado de Fulton en el estado estadounidense de Illinois. En el año 2010 tenía una población de 121 habitantes y una densidad poblacional de 1,73 personas por km².

## Geografía
El municipio de Kerton se encuentra ubicado en las coordenadas 40°13′28″N 90°9′41″O / 40.22444, -90.16139. Según la Oficina del Censo de los Estados Unidos, el municipio tiene una superficie total de 69.81 km², de la cual 62,96 km² corresponden a tierra firme y (9,81 %) 6,85 km² es agua.

## Demografía
Según el censo de 2010, había 121 personas residiendo en el municipio de Kerton. La densidad de población era de 1,73 hab./km². De los 121 habitantes, el municipio de Kerton estaba compuesto por el 94,21 % blancos y el 5,79 % eran de una mezcla de razas. Del total de la población el 0 % eran hispanos o latinos de cualquier raza.